# Томка та його друзі
«Томка та його друзі» — албанська драма режисера Джанфісе Кеко, знята у 1977 році про групу хлопців, які вступили в боротьбу проти загарбників.

## Сюжет
Після капітуляції Італії в албанське містечко прибуває вермахт. Томка з друзями, які захоплюються футболом, спостерігає за подіями навкруги, збирає зброю. Невдовзі нацисти розміщують свій табір на футбольному полі. Хлопцям тепер доводиться грати на вулиці. Це їм не подобається. Вони приєднуються до місцевих повстанців, щоб допомогти у боротьбі з ворогом.

## У ролях
| Актор             | Роль               |
| ----------------- | ------------------ |
| Енеа Жеку         | Томка              |
| Зехрудин Докле    | Васкес             |
| Генч Мошо         | Гезімі             |
| Сотірак Чілі      | Томорі             |
| Павліна Оча       | мати Томки         |
| Херіон Мустафарай | Васька             |
| Артан Путо        | Чело               |
| Сельма Сотіларі   | Тефта              |
| Флуранс Іля       | Гурі               |
| Джелал Тафай      | італійський солдат |

## Створення фільму

### Виробництво
Зйомки фільму проходили влітку 1977 року в Бераті.

### Знімальна група
- Кінорежисер — Джанфісе Кеко
- Кінопродюсер — Ніколач Тая
- Сценарист — Нашо Йоргаті
- Композитор — Александер Лало
- Кінооператор — Фарук Баша
- Кіномонтаж — Джанфісе Кеко
- Артдиректор — Шюкюрі Сако
- Художник з костюмів — Вйолца Дюлгєрі-Ліза[2].

## Сприйняття
На сайті Internet Movie Database рейтинг стрічки 7,4/10 (125 голосів).